# أنونيموس (فلم)
أنونيموس (بالإنجليزية:Anonymous) هو فيلم سياسي بريطاني، أنتج عام 2011، يتحدث الفيلم عن قضية الكمبيوتر والاختراقات.

## وصلات خارجية
- الموقع الرسمي
- مقالات تستعمل روابط فنية بلا صلة مع ويكي بيانات